# 草津市立志津小学校
草津市立志津小学校（くさつしりつ しづしょうがっこう）は、滋賀県草津市にある公立小学校。

## 沿革
- 1876年（明治9年） - 志津学校として開校する[2]。かつては同地に青地城があった[2]。
- 1908年（明治41年） - 学校名を志津尋常高等小学校に改称する。
- 1954年（昭和29年） - 学校名を草津市立志津小学校に改称する。
- 1958年（昭和33年） - 現在の校歌を制定する。
- 1987年（昭和62年） - 当校から草津市立志津南小学校が分離し、開校する[3]。
- 1990年（平成2年） -  体育館が竣工する。
- 1992年（平成4年） -  NHK全国学校音楽コンクールで最優秀賞を受賞する。
- 1994年（平成6年） - 教育用のコンピュータを導入する。
- 1998年（平成10年） - 「志津学区地域協働合校」を推進し、同年に「第1回志津ふれあいまつり」を実施。
- 1999年（平成11年） - 南校舎を増築し、竣工記念式典を行う。
- 2002年（平成14年） - 文部省「学力向上フロンティア事業」の指定を受ける（同年から3年間）。
- 2005年（平成17年） - 文部省「学力向上拠点形成事業」の指定を受ける（同年から3年間）。
- 2006年（平成18年） - 防犯のため、正門・東門に電気錠を設置する。
- 2012年（平成24年） - 本館校舎改築工事・駐車場および法面工事が完成する。同年より教育活動にけん玉を導入する。
- 2014年（平成26年）
  - 総務省「クラウド等の最先端情報通信技術を利用した学習・教育システムに関する実証事業」の指定校となる（同年から3年間）。
  - 9月 - タブレットPC（280台）を導入する[2]。
- 2015年（平成27年）
  - 文部科学省「ICTを活用した教育推進自治体応援事業」の指定校となる（同年から2年間）。
  - お話を絵にするコンクールで「学校賞」を、日本漢字能力検定協会の「奨励賞」をそれぞれ受賞する。
  - 日本教育工学協会（JAET）の「学校情報化優良校」に認定される。
- 2016年（平成28年）
  - 草津市教育委員会「オンライン英語」と「放課後自習広場」のモデル校となる。
  - 日本漢字能力検定協会の「特別賞」を受賞する（※翌年も同賞を受賞）。
- 2017年（平成29年） - 文化庁「子どものための優れた舞台芸術体験事業」として、中部フィルハーモニー交響楽団巡回公演が開催される。
- 2018年（平成30年） - お話を絵にするコンクールで「文部科学大臣賞」と「指導者賞」を受賞する。
- 2019年（平成31年・令和元年） - 新南校舎を増築（6教室分）。同年3月22日に竣工式が行われた[4]。
- 2020年（令和2年） - お話を絵にするコンクールで「学校賞」・「滋賀県知事賞」・「指導者賞」を、日本漢字能力検定協会の「奨励賞」をそれぞれ受賞する。同年、全生徒に1台ずつタブレットPCを導入する（合計で970台）。

（注記なき出典：）

## 基礎データ

### 象徴
- 校歌 - 作詞：山元昌太郎、作曲：大西友之進[1][6]

### スローガン
- 校訓 - 一歩前進[1]
- 教育目標 - 人にやさしく、自分を高め、みんなのために役立とう[1][7]
- スローガン - 自分からやってみよう！[7]

## 通学区域
- 草津市
  - 馬場町と山寺町の全域、青地町と岡本町および追分1丁目 - 8丁目のほぼ全域[8]

## 主な進学先
- 草津市立高穂中学校[8]

## アクセス
- JR琵琶湖線（東海道本線）・JR草津線草津駅から帝産湖南交通。「志津小前」停留所下車、徒歩約3分[9]。

## 著名な卒業生
- 我孫子智美（元陸上選手）[10]
- 横江豊（元バスケットボール選手）[11]

## 歴史関連

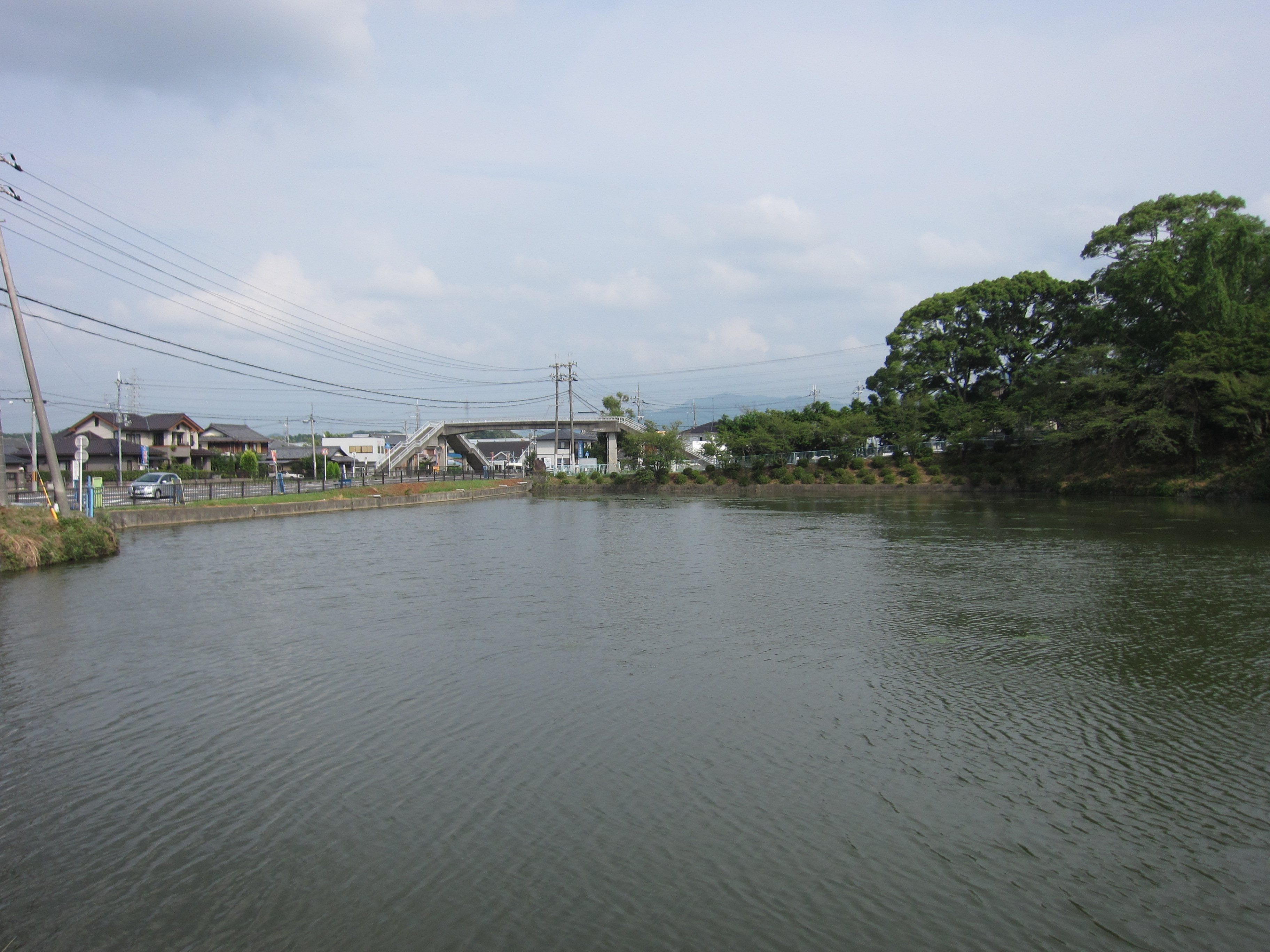
志津池（2012年8月）

- 青地城  - 青地氏代々の居城。1573年に廃城となり、その跡地に当校が建った[2]。なお、青地城跡の石碑は同校の裏側にある。また、同校とバス停（志津小前）の間にある池は「志津池」と呼ばれる[注 1]。
- 北川静里  - 現在の青地町で生まれる。1871年に学校を設置する必要性を滋賀県知事に意見し、1875年に学務担任（小学校を設置する職）に就いて同校の開校に貢献した[12]。死後、同校の校門前に顕彰碑が建てられた[13]。
- 小槻神社  - 運動場の裏にある神社。祭神として於知別命と天児屋根命の2柱を祀る[14]。